# Charles Burke Elbrick
Charles Burke Elbrick (Louisville, 25 de março de 1908 — Washington D.C., 14 de abril de 1983) foi um diplomata de carreira e membro do United States Foreign Service.
Foi embaixador dos Estados Unidos em Portugal, Iugoslávia e Brasil, neste último durante a ditadura militar.  
Iniciou sua carreira em 1931, subindo na hierarquia do departamento com postos no Panamá, Haiti e Polônia, até atingir o cargo de embaixador. Era considerado um especialista em Península Ibérica e Europa Oriental.
Em setembro de 1969 foi sequestrado por guerrilheiros de extrema-esquerda  dos grupos  Movimento Revolucionário Oito de Outubro (MR-8) e Ação Libertadora Nacional, que exigiam a libertação de quinze prisioneiros políticos.

## Sequestro
Em setembro de 1969, no período da ditadura militar no Brasil, Elbrick foi sequestrado por membros das organizações de extrema-esquerda Dissidência Comunista da Guanabara, que adotou o nome MR-8 em homenagem a um grupo guerrilheiro niteroiense homônimo, cuja erradicação pela repressão militar fora anunciada como um grande triunfo na imprensa, poucos meses antes, e Ação Libertadora Nacional, que participavam da luta armada no país. Este episódio é narrado no livro O Que É Isso, Companheiro?, de Fernando Gabeira.
Franklin Martins, militante estudantil da Dissidência, juntamente com Cid Benjamin, idealizou o sequestro.
A ideia inicial de Franklin era uma ação armada para tirar da cadeia o líder estudantil Vladimir Palmeira, principal articulador político das manifestações contra a ditadura, em 1968, na Guanabara. Por acaso, Franklin descobriu que o trajeto que Elbrick fazia de sua casa para a embaixada diariamente era rigorosamente o mesmo, e percebeu que seria bem mais fácil tomá-lo como refém para exigir a libertação de Vladimir. Com a ideia de Franklin e Cid, a organização clandestina solicitou ajuda logística e militar à Ação Libertadora Nacional, em São Paulo, que enviou um de seus líderes, Toledo (Joaquim Câmara Ferreira), e um guerrilheiro operário de origem humilde, Jonas (Virgílio Gomes da Silva), integrante dos Grupos Táticos Armados (GTA) da ALN, escolhido para comandar a ação de sequestro.
O sequestro de Elbrick, comandado por Jonas, se deu no dia 4 de setembro, durou vinte minutos e resultou no diplomata ferido com uma coronhada na testa, ao tentar fugir dos guerrilheiros armados. A ação aconteceu às 14h30, na rua Marques, bairro do Humaitá, Rio de Janeiro (então Estado da Guanabara), quando um Volkswagen pilotado por Cid emparelhou o Cadillac do embaixador e quatro guerrilheiros saíram armados rendendo o embaixador e seu motorista, e seguiram no Cadillac. Numa rua adjacente, deixaram o motorista no carro com a carta com exigências redigida por Franklin e entraram numa Kombi. Nesse momento, Elbrick tentou reagir, achando que seria morto, mas foi detido com uma coronhada na testa. Os sequestradores conduziram então a Kombi através do Túnel Rebouças até o casa nº 1 026 da rua Barão de Petrópolis, no Rio Comprido, local do cativeiro e onde o embaixador ficaria detido por quase três dias.

### Os envolvidos
Participaram da ação e da posterior detenção de Elbrick um total de treze envolvidos:
- Joaquim Câmara Ferreira - Segundo homem da ALN depois de Carlos Marighella e comandante político do sequestro, permaneceu na casa de Santa Teresa todo o tempo do cativeiro de Elbrick;
- Virgílio Gomes da Silva - comandante militar da ação e integrante da ALN, rendeu o motorista e o embaixador e acompanhou Elbrick no banco de trás de carro;
- Franklin Martins - dirigiu o fusca azul que bloqueou a passagem do carro do embaixador, redigiu a carta de exigências, permaneceu no cativeiro e deu cobertura armada na saída da casa contra o carro de agentes do CENIMAR que os seguia, durante a libertação;
- Manoel Cyrillo - segundo no comando militar da operação, foi um dos que renderam o embaixador e deu cobertura aos fuscas dos guerrilheiros durante a libertação de Elbrick. Foi também o autor da coronhada no diplomata, para dominá-lo quando este reagiu ao considerar que seria morto;
- Paulo de Tarso Venceslau - participou da ação rendendo o motorista. Após a captura, foi encarregado de fazer a ligação entre organizações clandestinas do Rio e São Paulo para compor o nome da lista de presos políticos a serem incluídos na lista a serem libertados;
- Vera Sílvia Magalhães - passando por pretendente a um emprego na casa do embaixador, dias antes do sequestro seduziu o segurança da casa para obter informações sobre a rotina e o trajeto de Elbrick. No dia da ação, ficou encarregada de sinalizar a chegada do carro com o diplomata, na esquina da rua Marques, local do sequestro. Única mulher participante;[10]
- José Sebastião Moura - com 21 anos na época, fez dupla com Vera Sílvia na sinalização da chegada do carro e deu cobertura armada à ação de captura e à libertação;
- João Lopes Salgado - na ação, deu cobertura aos sequestradores no carro da embaixada dirigindo outro carro de apoio;
- Cláudio Torres - participou da ação, rendeu o embaixador e dirigiu todos os carros usados no sequestro;
- Fernando Gabeira - não participou da ação de captura. Ficou na casa de Santa Teresa, o cativeiro de Elbrick, da qual era o inquilino, durante todo o sequestro do embaixador;
- Cid Benjamin - Junto com Franklin, o idealizador do sequestro, negociou em São Paulo a participação da ALN nele. Participou da ação bloqueando o carro do embaixador com um fusca e dirigiu o carro da escolta armada durante a libertação;
- Sérgio Torres - levou a Kombi em que o embaixador foi transportado para o esconderijo, após ser retirado do carro da embaixada, até uma rua próxima ao local do sequestro, para o translado. Depois fugiu a pé;
- Antônio Freitas Filho (Baiano) - não participou da ação de captura. Sindicalista procurado fugido do nordeste, era hóspede de Gabeira na casa de Santa Teresa, local do esconderijo. Foi um dos guardas de Elbrick.

### A carta
A carta-manifesto, que pedia a libertação de quinze presos políticos em troca de Elbrick, foi escrita por Franklin Martins sob supervisão de Joaquim Câmara. Nela, a ALN e a DI-GB (assinando como MR-8) assumiam a autoria do sequestro e denunciavam os crimes e torturas da ditadura. A carta foi lida em cadeia nacional de rádio e televisão. Seu texto integral era:
“Grupos revolucionários detiveram hoje o sr. Charles Burke Elbrick, embaixador dos Estados Unidos, levando-o para algum lugar do país, onde o mantêm preso. Este ato não é um episódio isolado. Ele se soma aos inúmeros atos revolucionários já levados a cabo: assaltos a bancos, nos quais se arrecadam fundos para a revolução, tomando de volta o que os banqueiros tomam do povo e de seus empregados; ocupação de quartéis e delegacias, onde se conseguem armas e munições para a luta pela derrubada da ditadura; invasões de presídios, quando se libertam revolucionários, para devolvê-los à luta do povo; explosões de prédios que simbolizam a opressão; e o justiçamento de carrascos e torturadores.
Na verdade, o rapto do embaixador é apenas mais um ato da guerra revolucionária, que avança a cada dia e que ainda este ano iniciará sua etapa de guerrilha rural.
Com o rapto do embaixador, queremos mostrar que é possível vencer a ditadura e a exploração, se nos armarmos e nos organizarmos. Apareceremos onde o inimigo menos nos espera e desapareceremos em seguida, desgastando a ditadura, levando o terror e o medo para os exploradores, a esperança e a certeza da vitória para o meio dos explorados.
O sr. Burke Elbrick representa em nosso país os interesses do imperialismo, que, aliados aos grandes patrões, aos grandes fazendeiros e aos grandes banqueiros nacionais, mantêm o regime de opressão e exploração.
Os interesses desses consórcios de se enriquecerem cada vez mais criaram e mantêm o arrocho salarial, a estrutura agrária injusta e a repressão institucionalizada. Portanto, o rapto do embaixador é uma advertência clara de que o povo brasileiro não lhes dará descanso e a todo momento fará desabar sobre eles o peso de sua luta. Saibam todos que esta é uma luta sem tréguas, uma luta longa e dura, que não termina com a troca de um ou outro general no poder, mas que só acaba com o fim do regime dos grandes exploradores e com a constituição de um governo que liberte os trabalhadores de todo o país da situação em que se encontram.
Estamos na Semana da Independência. O povo e a ditadura comemoram de maneiras diferentes. A ditadura promove festas, paradas e desfiles, solta fogos de artifício e prega cartazes. Com isso, ela não quer comemorar coisa nenhuma; quer jogar areia nos olhos dos explorados, instalando uma falsa alegria com o objetivo de esconder a vida de miséria, exploração e repressão em que vivemos. Pode-se tapar o sol com a peneira? Pode-se esconder do povo a sua miséria, quando ele a sente na carne?
Na Semana da Independência, há duas comemorações: a da elite e a do povo, a dos que promovem paradas e a dos que raptam o embaixador, símbolo da exploração.
A vida e a morte do sr. embaixador estão nas mãos da ditadura. Se ela atender a duas exigências, o sr. Burke Elbrick será libertado. Caso contrário, seremos obrigados a cumprir a justiça revolucionária. Nossas duas exigências são:
a) A libertação de quinze prisioneiros políticos. São quinze revolucionários entre os milhares que sofrem as torturas nas prisões-quartéis de todo o país, que são espancados, seviciados, e que amargam as humilhações impostas pelos militares. Não estamos exigindo o impossível. Não estamos exigindo a restituição da vida de inúmeros combatentes assassinados nas prisões. Esses não serão libertados, é lógico. Serão vingados, um dia. Exigimos apenas a libertação desses quinze homens, líderes da luta contra a ditadura. Cada um deles vale cem embaixadores, do ponto de vista do povo. Mas um embaixador dos Estados Unidos também vale muito, do ponto de vista da ditadura e da exploração.
b) A publicação e leitura desta mensagem, na íntegra, nos principais jornais, rádios e televisões de todo o país.
Os quinze prisioneiros políticos devem ser conduzidos em avião especial até um país determinado _ Argélia, Chile ou México _, onde lhes seja concedido asilo político. Contra eles não devem ser tentadas quaisquer represálias, sob pena de retaliação.
A ditadura tem 48 horas para responder publicamente se aceita ou rejeita nossa proposta. Se a resposta for positiva, divulgaremos a lista dos quinze líderes revolucionários e esperaremos 24 horas por seu transporte para um país seguro. Se a resposta for negativa, ou se não houver resposta nesse prazo, o sr. Burke Elbrick será justiçado. Os quinze companheiros devem ser libertados, estejam ou não condenados: esta é uma “situação excepcional". Nas "situações excepcionais", os juristas da ditadura sempre arranjam uma fórmula para resolver as coisas, como se viu recentemente, na subida da junta militar.
As conversações só serão iniciadas a partir de declarações públicas e oficiais da ditadura de que atenderá às exigências.
O método será sempre público por parte das autoridades e sempre imprevisto por nossa parte.
Queremos lembrar que os prazos são improrrogáveis e que não vacilaremos em cumprir nossas promessas.
Finalmente, queremos advertir aqueles que torturam, espancam e matam nossos companheiros: não vamos aceitar a continuação dessa prática odiosa. Estamos dando o último aviso. Quem prosseguir torturando, espancando e matando ponha as barbas de molho. Agora é olho por olho, dente por dente.”— Ação Libertadora Nacional (ALN) / Movimento Revolucionário 8 de Outubro (MR-8)

A histórica imagem mostra os 13 presos políticos trocados pelo embaixador Elbrick - os últimos dois subiriam a bordo do Hércules C-56 no meio da viagem - na base aérea do Galeão, Rio de Janeiro, antes de partirem para o exílio no México.

Os 15 presos políticos pedidos em troca do embaixador eram: Luís Travassos, José Dirceu e Vladimir Palmeira, líderes estudantis; José Ibrahim, líder sindical operário; Flávio Tavares, jornalista; Gregório Bezerra, dirigente do PCB em Pernambuco e um dos primeiros presos após o golpe militar; Onofre Pinto, dirigente da VPR e ex-militar; Ricardo Villas Boas, músico e integrante da Dissidência/MR-8; Ricardo Zaratini, engenheiro ligado a movimentos sindicais do Nordeste; Rolando Fratti, do PCB; Agonalto Pacheco, da ALN; Mário Zanconato, do COLINA; Ivens Marchetti, do MR-8; Leonardo Rocha, da ALN e a única mulher do grupo, Maria Augusta Carneiro, do MR-8 e da Dissidência.

## Libertação
O governo militar, na época comandado pela junta militar de 1969, formada pelo general Aurélio Lyra Tavares, almirante Augusto Rademaker e brigadeiro Sousa Melo, apesar de já saber o local do cativeiro, acabou cedendo às demandas dos sequestradores, após uma reunião entre os militares, o corpo diplomático e os órgãos de segurança, com medo que o embaixador fosse morto. Revoltados com as negociações, uma tropa paraquedista indisciplinada pretendeu invadir o aeroporto para matar os prisioneiros, mas tomou somente a Rádio Nacional em Parada de Lucas e leu um comunicado contra a "medida impatriótica", sem maiores consequências.
Com a chegada dos presos no México, Elbrick foi solto no sábado, 6 de setembro, nas proximidades do Estádio do Maracanã, durante a saída de um clássico America vs. Fluminense, de maneira a que seus sequestradores pudessem sumir mais rápido no meio da multidão. Na saída da casa, os sequestradores em dois fuscas foram seguidos por militares em camionetes Rural-Willys. Após uma tentativa de separar o comboio, os sequestradores conseguiram fugir.
Ele retornou ao posto e retomou suas atividades diplomáticas, mas voltou aos Estados Unidos poucos meses depois, onde continuou a trabalhar no Departamento de Estado, sem assumir outro posto no exterior, até sua morte, em 1983, no Georgetown University Hospital, por pneumonia.